# Systematic Entomology
Systematic Entomology — британский научный журнал, орган Королевского энтомологического общества Лондона, посвящённый проблемам систематики, таксономии и филогении насекомых и некоторым другим вопросам энтомологии. Основан в 1932 году.

## История
Журнал основан в 1932 году как орган Королевского энтомологического общества Лондона и несколько раз менял своё название.
- 1932—1970 — Proceedings of the Royal Entomological Society of London. Series B, Taxonomy (Volume 1—39)
- 1971—1975 — Journal of Entomology Series B, Taxonomy (Volume 40—44)
- 1976 — Systematic Entomology (Volume 1)

В 2013 году вышел 38-й том Systematic Entomology. В 2013 году редакторами журнала являются Lars Vilhelmsen, Thomas J. Simonsen и Shaun L. Winterton.
По индексу цитирования ISI Journal Citation Reports занимал в 2012 году 4 место из всех 87 журналов в своей тематической категории (Ranking: 2012: 4/87, Entomology) и 21/47 (Evolutionary Biology). По уровню цитирования (Импакт-фактор, Science Citation Index) входит в десятку самых значимых журналов в мире в категории энтомология.

## ISSN
- ISSN 0307-6970